# Mirefleurs
Mirefleurs é uma comuna francesa na região administrativa de Auvérnia-Ródano-Alpes, no departamento Puy-de-Dôme. Estende-se por uma área de 9,04 km². Em 2010 a comuna tinha 2 465 habitantes (densidade: 272,7 hab./km²).